# Pic Sans Nom
Der Pic sans Nom (deutsch: Berg ohne Namen) ist ein Berg im Massif des Écrins. Er liegt im französischen Département Hautes-Alpes sowie in der historischen Region Dauphiné. Der Berg ist ein Gipfel im Verbindungsgrad zwischen dem Mont Pelvoux und den Pics d’Ailefroide.

## Lage

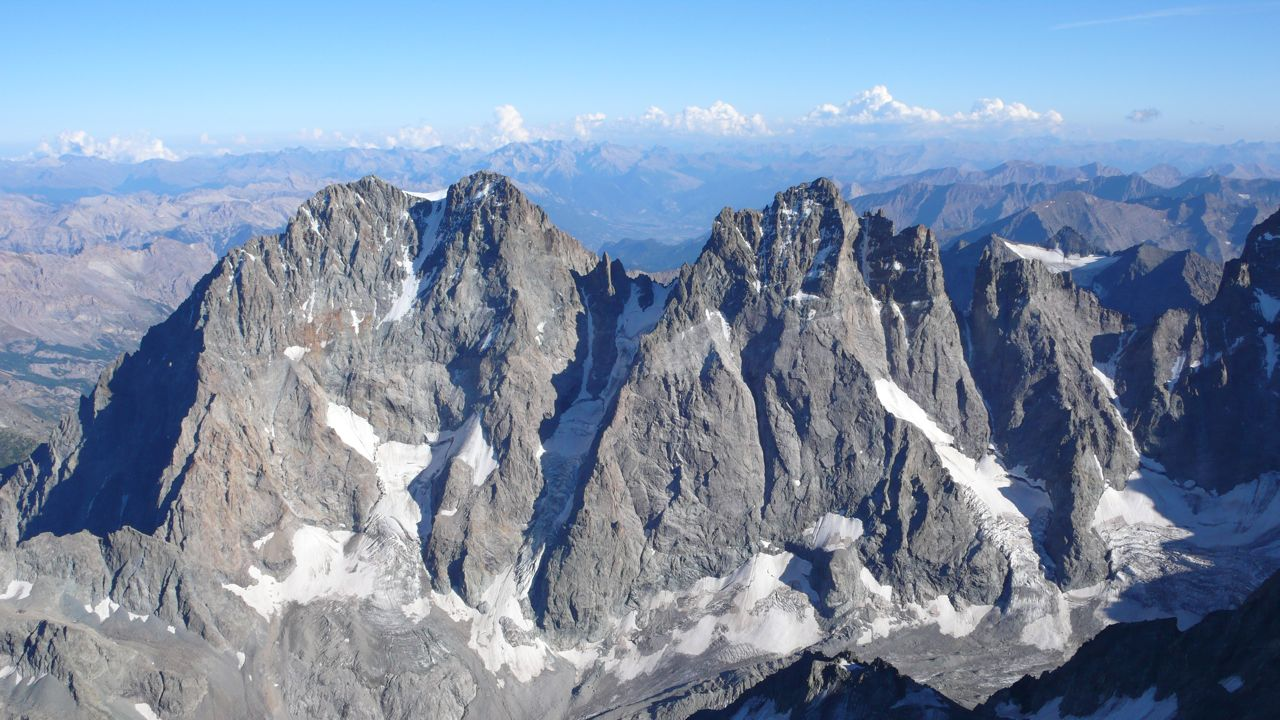
Von links nach rechts Mont Pelvoux, Col de Pelvoux, Pic sans Nom, Pic du Coup de Sabre und das Col du Glacier Noir.

Der Pic sans Nom ist ein Gipfel in der vom Mont Pelvoux (3943 m) aus in südwestlicher Richtung verlaufenden Bergkette, die am Ailefroide-Oriental (3847 m) endet. Der Pic sans Nom liegt dabei annähernd in der Mitte dieser Bergkette. Der westlich des Hauptgipfels liegende Pic du Coup de Sabre (3699 m) gehört ebenfalls zum Pic sans Nom und ist von diesem durch einen tiefen Einschnitt getrennt, der Coup du Sabre (3494 m) genannt wird (französisch: Säbelhieb). Östlich des Berges liegt eines der Cols de Pelvoux, von dem aus nordseitig, über 800 Höhenmeter, eine steile, vergletscherte Rinne zum Glacier Noir hinab führt. Die Nordwand selbst des Pic sans Nom fällt etwa 1000 m zum Glacier Noir ab, während südseitig der Gipfel nur etwa 400 m über dem Glacier de Sailouze liegt.

## Geologie
Ein Großteil der Bergkette zwischen dem Mont Pelvoux und den Pics d’Ailefroide besteht aus einem Monzonit Granitsockel, der als magmatischer Intrusivkörper ausgebildet ist (Pluton). Auf ihm liegen ungeordnet verschiedene Gneise. Ein großer Teil dieser Gneise besteht aus Anatexiten, einem inhomogenen Granit, der reich an Gneiseinschlüssen ist.
Das Granitsockel tritt am Pic sans Nom nordseitig vom Glacier Noir bis in die Höhe des Coup du Sabre zutage. Südseitig ist er kurz oberhalb des Glacier de Sailouze und am Arête de Sailouze sichtbar. Oberhalb des Granitsockels bildet eine etwa 400 m starke Gneiskappe den Gipfel des Pic sans Nom.

## Namensgebung
In den 1860er Jahren, als das Écrins-Massiv alpinistisch erkundet wurde, wurde der Gipfel des Pic sans Nom mit dem des Pic d’Ailefroide verwechselt. Francis Fox Tuckett nannte ihn Crête du Grand Pelvoux und Robert Cradock Nichols bezeichnete ihn als Pinacles du Mont-Pelvoux. Edward Whymper hatte ihn mit dem Mont Pelvoux verwechselt und taufte ihn 1861 erst Montagne Sans Nom und später Pic Sans Nom. Whymper schrieb 1871: „though it is considerably higher than the Wetterhorn or Monte Viso, it has no name; we called it the Pic Sans Nom“.
Schließlich wurde das Dilemma sichtbar: Die Bezeichnung „Pic Sans Nom“ impliziert, dass der Berg einen Namen hat und man ihn folglich nicht „Berg ohne Namen“ nennen kann. Es musste also ein „richtiger“ Namen gefunden werden. Die Verantwortlichen des Club Alpin Français beschlossen den Berg nach den ersten französischen Besteiger des Gipfels (zweite Besteigung überhaupt) zu benennen, nach Salvador de Quatrefages und Paul Guillemi. Mit dem Namen „Pic Salvador-Guillemin“ waren jedoch die englischen Erstbesteiger nicht einverstanden. Hochwürden W. A. B. Coolidge  setzte sich schließlich für den alten Namen „Pic sans Nom“ ein, wobei es bis heute blieb.

## Alpinismus
Der Gipfel des Pic sans Nom wurde erstmals am 10. Juli 1877 durch J.-B. Colgrove und Richard Pendlebury betreten, die von den Bergführern Gabriel und Josef Spectenhauser hinaufgeführt wurden. Ihr Weg führt durch die Südostwand und gilt als eine Variante des heutigen Normalwegs. Dieser wird jedoch wegen der Schneeauflage und des brüchigen Felses praktisch nie im Aufstieg und nur selten im Abstieg begangen.
Alpinistisch interessant sind vor allem die Süd- und Nordwand des Pic sans Nom. Walter Pause beschreibt in seinem Klassiker Im extremen Fels den Blick in die Nordwand wie folgt: „Das obere Becken des Glacier Noir wirkt wie ein eisiger Bühnenboden, über dem sich die Granitkulisse eines Weltendramas aufrichtet. Welch eine Front von Riesenmauern, zerschlagen, zerfurcht und dennoch majestätisch bestehend“. Durch diese Wand führen mehrere Kletterführen, die primär durch Fels verlaufen aber auch Eispassagen aufweisen können. Zu der reinen Kletterzeit müssen noch drei Stunden Aufstieg von der Pré de Madame Carle bis zum Einstieg, beziehungsweise bis zu einem Biwakplatz am Wandfuß, hinzugerechnet werden. Auch der Abstieg ist lang und kompliziert. Zu nennen sind die Felsanstiege:
- George-Russenberger,  22.–24. August 1950,  L. George und V. Russenberger, 1000 m/ED- (VIa);[7][8]
- Directe Cambon-Francou, 5. August 1975, Jean-Michel Cambon und Bernard Francou, 1000 m/ED- (VIb);[9]
- Aurore Nucléaire, 1986, Jean-Michel Cambon und Gérard Fiaschi, 500 m/TD+ (VIb);[10]
- Big tower is watching you, August 1998, Hervé Guigliarelli, Olivier Mansiot, Bernard Francou, Sylvain und Jean-Michel Cambon, 700 m/TD- (VIa);[11]

sowie die Mixed-Routen:
- Nordwest-Couloir, 11. Juli 1925, Pierre Dallaz, Jacques Lagarde, Henry de Ségogne, Georges Vernet und Jean Vernet, 500 m/TD+;[12]

- Raie des fesses, 6.–8. März 1976, Jean-Marc Boivin, François Diaferia und Gèrard Vionnet-Fuasset, 500 m/ED-[13], eine der schwierigsten Routen im Écrins-Massiv und nach Boivins eigener Aussage seine anspruchsvollste Route;

und die Skibefahrungen:
- Nord-Couloir des Coup de Sabre, 6. Juni 1975, Patrick Vallençant;[14]
- Nordwest-Couloir, 7. Juni 1975, Patrick Vallençant.[12]

## Touristische Erschließung
Im Norden des Pic sans Nom liegen:
- Chalet refuge du pré de madame Carle (1874 m): Bewirtschaftete Unterkunft am Ende des Tals von Vallouise (Pré de la Madame Carle), erreichbar über die D204T;
- Refuge Cézanne (1874 m) – unbewirtschaftete Hütte neben dem Chalet refuge du pré de madame Carle die nur geöffnet ist, wenn letzteres geschlossen ist.

Im Süden des Pic sans Nom liegt:
- Refuge du Sélé (2511 m): Im Sommer bewirtschaftete Hütte mit einem Winterraum.